# استانیسلاس مرار
استانیسلاس مرار (فرانسوی: Stanislas Merhar‎؛ زادهٔ ۲۴ ژانویهٔ ۱۹۷۱) هنرپیشه اهل کشور فرانسه است. وی در شهر پاریس و در خانواده‌ای مهاجر که اهل اسلوونی بودند زاده شد. این هنرمند از سال ۱۹۹۷ میلادی تاکنون مشغول فعالیت بوده‌است. از فیلم‌هایی که وی در آن نقش داشته است می‌توان به هنر عشق، شوالیه‌های سفر تجسسی و کفش‌های کهنه خدا اشاره کرد.